# Долина кукол (фильм)
«Долина кукол» (англ. Valley of the Dolls) — американская драма 1967 года, основанная на одноимённом романе 1966 года Жаклин Сюзанн.

## Описание сюжета
Фильм рассказывает о трёх молодых девушках, познакомившихся в начале своей карьеры. Все они разные по характеру и способностям, картина показывает взлёты и падения героинь, их славу и пристрастие к алкоголю и таблеткам, значение мужчин в их жизни. Все они добиваются славы, но отсутствие романтики оказывает на всех троих пагубное воздействие, и они находят спасение в еде, сексе, спиртном и работе.
Анна Уэллс переезжает из Лоренсвилля, провинциального городка в Новой Англии, в Нью-Йорк в поисках новой жизни и интересной работы. Практически сразу она находит комнату, а её соседкой оказывается Нили. Она устраивается секретарём к известному в Нью-Йорке менеджеру звёзд по имени Генри Беллами. Там она знакомится с его правой рукой, Лайоном Берком, и влюбляется в него сразу же. Она заводит полезные знакомства со звездой Бродвея — Эллен Лоусон, которая замечает Нили по просьбе Анны и берёт её в своё шоу. Тем временем Лайон Берк признаётся, что неравнодушен к Анне.
У Нили О’Хары неоспоримый талант, она играет в мюзиклах на Бродвее, поёт и снимается в кинофильмах, находит любовь и выходит замуж. Своими способностями она завоёвывает большое признание зрителей и переезжает в Голливуд, чтобы продолжить успешную актёрскую карьеру. Почти сразу же становится жертвой так называемых «кукол» — отпускаемых по рецепту лекарств, в частности, барбитураты secobarbital и пентобарбитал и различных стимуляторов, так называемый «секонал». Она изменяет мужу, и он оставляет её. Она продолжает связь с любовником, который впоследствии становится её мужем, от которого она родит двоих мальчиков-близнецов. Вскоре её карьера терпит крах из-за её же непредсказуемого характера и «звёздной болезни», она постоянно срывает съёмки фильмов, все проекты с её участием приносят лишь убытки, в результате чего с ней разрывают контракт. Она снова едет в Нью-Йорк к своей подруге Анне. Анна пытается помочь и в итоге отправляет Нили в санаторий-лечебницу.
Тем временем Дженнифер Норт также выступает на Бродвее, но не имеет таланта, а лишь исключительную внешность, особенностью которой является её грудь. Она тратит баснословные суммы на украшения и одежду и из-за постоянной нехватки денег выходит замуж за Тони Полара, певца в ночном клубе, и беременеет. Когда она узнаёт, что у него наследственная болезнь Хантингтона, — факт, скрытый его властной сестрой и менеджером Мириам, Дженнифер делает аборт. Желая начать новую жизнь, Дженнифер решает сниматься во французских «художественных фильмах» (значительно смягчённой порнографии).
Анна, став весьма успешной телезвездой, рекламирует косметическую продукцию, её называют «девушкой Гиллиана». Спустя 15 лет, 14 из которых она встречается с Кевином Гилмором, владельцем косметической компании «Гиллиан», она встречает Лайона Берка. Дженнифер диагностируют рак молочной железы и сообщают, что ей необходима мастэктомия, она кончает жизнь самоубийством из-за передозировки «кукол».
Анна уходит от Кевина Гилмора, но вскоре узнаёт, что Лайон изменяет ей с её подругой Нили, которая, выйдя из лечебницы, вернула себе славу и звёздный статус, поскольку Лайон стал её менеджером. Анна, видя всё это и закрывая глаза на неприятности, также подпадает под очарование «кукол», чтобы избежать роковых отношений с Лайоном Берком. Тяга Нили к «куклам» и алкоголю оказывается слишком сильной и актриса скатывается по наклонной.
Анне удаётся покончить с «куколками», она уходит от Лайона и возвращается в свой родной город. Она чувствует себя намного счастливее, постепенно налаживая жизнь и заботясь о своей старой тётушке Эми. Лайон, расставшись с Нили, приезжает в Новую Англию к Анне и просит её стать его женой. Анна отказывает ему.

## В ролях
| Актёр            | Роль                                               |
| ---------------- | -------------------------------------------------- |
| Барбара Паркинс  | Анна Уэллс                                         |
| Патти Дьюк       | Нили О'Хара                                        |
| Шэрон Тейт       | Дженнифер Норт                                     |
| Пол Бурк         | Лайон Берк                                         |
| Тони Скотти      | Тони Полар                                         |
| Сьюзен Хэйворд   | Хелен Лоусон                                       |
| Мартин Милнер    | Мел Андерсон                                       |
| Чарльз Дрейк     | Кевин Джилмор                                      |
| Александр Дэвион | Тед Касабланка                                     |
| Ли Грант         | Мириам Полар                                       |
| Науоми Стивенс   | мисс Штейнберг                                     |
| Роберт Х. Харрис | Генри Беллэми                                      |
| Жаклин Сюзанн    | первый репортёр, освещающий самоубийство Дженнифер |
| Роберт Вихаро    | художник-постановщик                               |
| Джои Бишоп       | Telethon Emcee                                     |
| Джордж Джессел   | Grammy Awards Emcee                                |